# Лубанс
Лубанс (на латвийски: Lubāns; на полски: Łubań) е най-голямото езеро в Латвия. През 2002 г. районът е включен в Натура 2000, мрежа от защитени природни зони.
Площта на езерото е 80,70 км2. Максималната дълбочина е 3,5 м, а средната 1,6 м. Намира се на височина 90,75 м над морското равнище.
Водите обитават щука, костур, бабушка, каракуда, змиорка, шаран, бяла риба, михалица, сом, бяла платика, лин, кефал, къдрички и червеноперка.